# Bordküche
Als Bordküche werden Küchen in Luft-, Schienen- und Wasserfahrzeugen bezeichnet.

## Einsatz in Zügen
In Zügen ist die Bordküche im Speisewagen bzw. Bordbistro untergebracht. Hier sind neben den Zubereitungsräumlichkeiten auch ein Verkaufstresen und die Esstische untergebracht. In der Regel werden diese Küchen an großen Knotenbahnhöfen mit Getränken und vorgefertigten Speisen ausgestattet. Sie werden meist von Caterern, wie è-express, Do & Co, elvetino oder den Bahnunternehmen selbst betrieben. Einen hohen Bekanntheitsgrad als Caterer hat auch die Mitropa, die sich mittlerweile jedoch auf die stationäre Gastronomie beschränkt.

## Einsatz auf Schiffen
Bei Schiffen spricht man üblicherweise allgemein von Kombüse oder auf kleineren Schiffen wie Yachten von Pantry.

## Einsatz in Flugzeugen

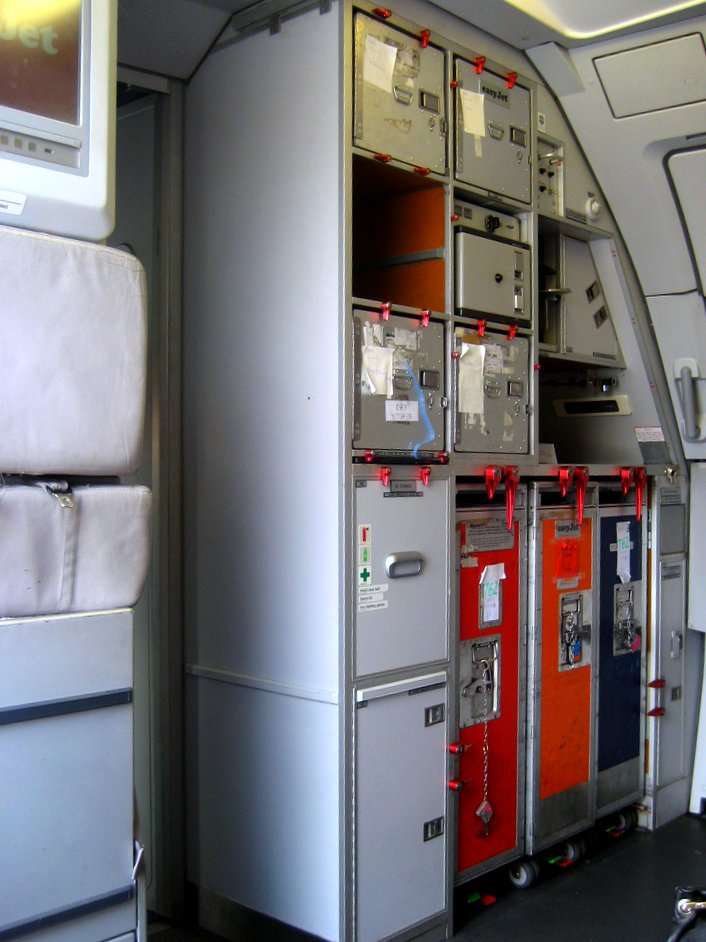
Galley in einem Airbus A319

Die ersten Küchen in Fluggeräten finden sich in den Großluftschiffen wie dem Zeppelin. Hier wurde noch ein mehrgängiges Menü für die Passagiere auf traditionelle Art in elektrischen Kochgeräten hergestellt, was in den ersten Passagierflugzeugen auf Grund des Platzbedarfs für eine herkömmliche Küche dieser Zeit nicht möglich war. Eine erste bekannte Küche in einem Flugzeug bestand aus einer Kochplatte mit Spüle, die 1930 in eine Junkers Ju 52 eingebaut wurde.
Heutige Flugzeugküchen sind optimiert auf die Zubereitung von Speisen auf engstem Raum, so dass herkömmliche Kücheneinrichtungen und -materialien kaum Verwendung in Flugzeugküchen finden. Üblicherweise werden die zubereiteten Gerichte nicht vor Ort gekocht, sondern lediglich Fertiggerichte aufgewärmt.